# الطيران الغربي
الطيران الغربي هي شركة تأجير طائرات مقرها في دبي. تقدم رحلات طيران مستأجرة للمسافرين من رجال الأعمال والترفيه بين الشرق الأوسط وأوروبا وآسيا وأفريقيا وروسيا ودول رابطة الدول المستقلة وغيرها من الوجهات الشهيرة مثل جزر المالديف وموريشيوس وسيشل.

## التاريخ
تأسست الشركة في عام 2005. تعد شركة ويسترن للطيران جزءًا من مجموعة شركات ويسترن التي تعد شركتها الأم مجموعة شركات ETA Ascon Star Group متعددة الجنسيات ومقرها دبي ، والتي لديها حوالي 150 مكتبًا وفرعًا مرتبطًا في 22 دولة، وتوظف أكثر من 72000 شخص مع حجم مبيعات سنوي يبلغ حوالي 5 مليارات دولار أمريكي.[بحاجة لمصدر]

## طائرة نفاثة خاصة
توفر شركة الطيران الغربي خدمات بيع وتأجير الطائرات النفاثة/المروحيات الخاصة، ووساطة تأجير الطائرات وتقييمها على مستوى العالم.

## طائرات خفيفة
- سايتيشن جيت 2، برافو
- استشهاد جيت الثالث والسابع
- بيتشكرافت بريميت 1A

## طائرات متوسطة الحجم
- هوكر 900XP [1] [2] [3]
- هوكر 850XP
- هوكر 800XP
- سيسنا سايتيشن سوفيرين
- بومباردييه ليرجيت 60XR

## طائرات نفاثة ثقيلة
- بومباردييه تشالنجر 604
- بومباردييه تشالنجر 601
- بومباردييه جلوبال إكسبريس
- إمبراير ليجاسي 600
- جلف ستريم GIII
- جلف ستريم G450
- جلف ستريم جي في